# 蒙克利夫 (澳大利亞國會選區)

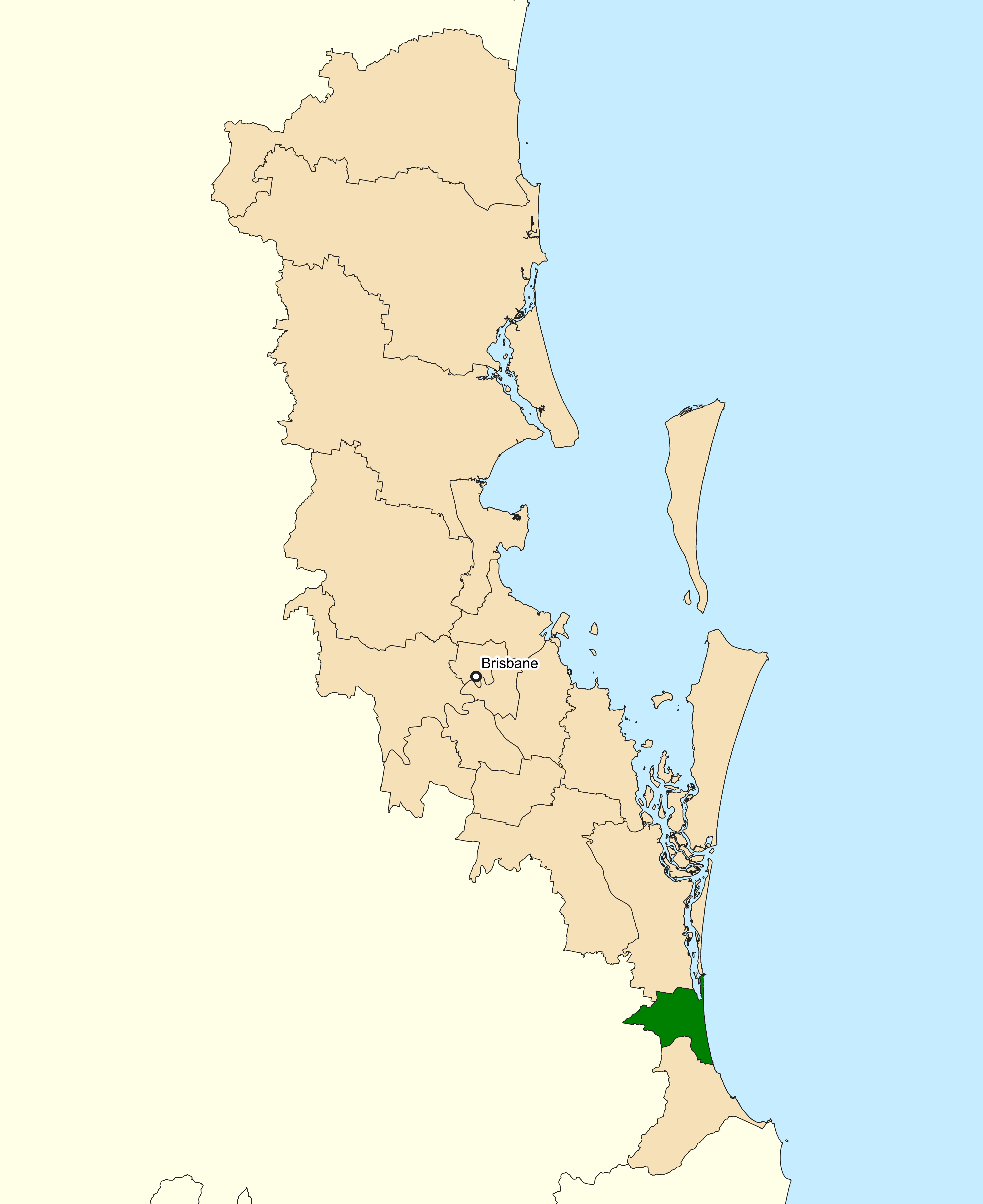
蒙克利夫（綠色）

蒙克利夫選區（英語：Division of Moncrieff），是澳大利亞昆士蘭州的下議院選區，位於該州黃金海岸市中部。面積131平方公里。
選區始於1984年，名字是紀念當地一位女歌唱家格拉蒂絲·蒙克利夫。本區一直是自由黨的安全選區。2001年以以來當區議員為史蒂文·喬博。